# 1899–1900-as belga labdarúgó-bajnokság (első osztály)
Az 1899–1900-as Jupiler League volt az 5. alkalommal megrendezett, legmagasabb szintű labdarúgó-bajnokság Belgiumban. A szezonban 10 klubcsapat vett részt.
A címvédő a Liège volt. A bajnoki trófeát a Rhodienne-De Hoek csapata nyerte meg, a bajnokság történetében másodjára.

## Tabella

### A csoport
| Hely. | Csapat                                 | M  | Gy | D | V  | G+ | G– | Gk  | P  | Továbbjutás vagy kiesés    |
| ----- | -------------------------------------- | -- | -- | - | -- | -- | -- | --- | -- | -------------------------- |
| 1.    | Rhodienne-De Hoek                      | 10 | 7  | 0 | 3  | 28 | 12 | +16 | 14 | Továbbjutott a rájátszásba |
| 2.    | Antwerp                                | 10 | 6  | 2 | 2  | 15 | 14 | +1  | 14 | Továbbjutott a rájátszásba |
| 3.    | Athletic and Running Club de Bruxelles | 10 | 5  | 2 | 3  | 12 | 14 | −2  | 12 |                            |
| 4.    | Liège                                  | 10 | 5  | 1 | 4  | 14 | 20 | −6  | 11 |                            |
| 5.    | Léopold                                | 10 | 4  | 1 | 5  | 18 | 16 | +2  | 9  |                            |
| 6.    | Skill de Bruxelles                     | 10 | 0  | 0 | 10 | 3  | 16 | −13 | 0  |                            |

Rájátszás
| 1. csapat         | Eredmény | 2. csapat |
| ----------------- | -------- | --------- |
| Rhodienne-De Hoek | 1–0      | Antwerp   |

A Rhodienne-De Hoek jutott tovább a döntőbe.

### B csoport
A B csoport győztese a Club Brugge. A Cercle Brugge, a KRC Gent és a Kortrijk csapata nem jutott be a döntőbe.

### Döntős
| 1. csapat         | Össz. | 2. csapat   | 1. mérk. | 2. mérk. |
| ----------------- | ----- | ----------- | -------- | -------- |
| Rhodienne-De Hoek | 11–1  | Club Brugge | 3–0      | 8–1      |